# Dora Pellegrino
Dora de Almeida Pellegrino (Rio de Janeiro, 8 de março de 1960) é uma atriz e professora de teatro brasileira.

## Filmografia
Trabalhos na TV
| Ano  | Título             | Personagem      | Notas                            |
| ---- | ------------------ | --------------- | -------------------------------- |
| 1978 | Ciranda Cirandinha | Francine (Fran) |                                  |
| 1984 | Livre Para Voar    | Helena          |                                  |
| 1985 | De Quina pra Lua   | Laura Silva     |                                  |
| 1990 | Lua Cheia de Amor  | Fernanda        |                                  |
| 1992 | Você Decide        | —               | Episódio: O Desaparecido         |
| 1993 | Você Decide        | —               | Episódio: A Chance de Ouro       |
| 1994 | Você Decide        | —               | Episódio: Abuso Sexual           |
| 1998 | Você Decide        | —               | Episodio: Assassino em Potencial |
| 1998 | Alma de Pedra      | Mariana         |                                  |
| 2013 | Louco por Elas     | —               | 1 episódio                       |

Trabalhos no cinema
| Ano  | Título                                  | Personagem   |
| ---- | --------------------------------------- | ------------ |
| 1980 | Cabaret Mineiro                         | Jovem        |
| 1981 | Álbum de Família - Uma História Devassa | Netinha      |
| 1982 | O Homem do Pau-brasil                   | Rosa Lituana |
| 1982 | O Segredo da Múmia                      | Mulher fera  |
| 1987 | Urubus e Papagaios                      | Virgínia     |
| 1987 | Rádio Pirata                            | Ângela       |
| 2007 | Nossa Senhora de Caravaggio             | Bruna        |
| 2010 | De Corpo Inteiro                        | Clarice      |